# Schloss Judenau

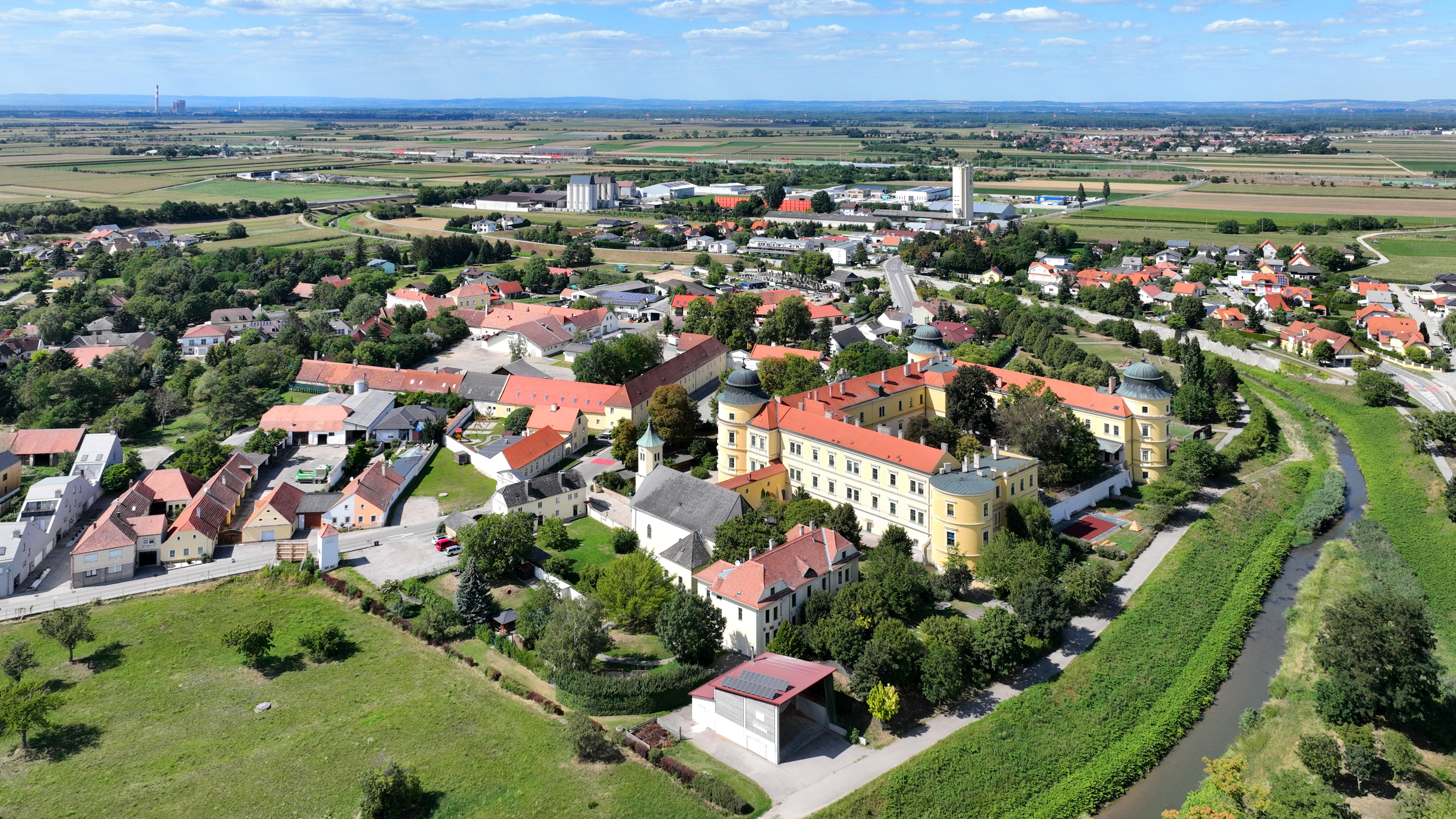
Schloss Judenau und links mit Verbindungsgang die freistehende Pfarrkirche Judenau

Das Schloss Judenau steht auf Schlossplatz Nr. 1 im südlichen Ortsteil der Ortschaft Judenau der Marktgemeinde Judenau-Baumgarten in Niederösterreich. Das Schloss mit den Übergangsbrücken steht unter Denkmalschutz (Listeneintrag).

## Geschichte
Urkundlich wurde 1270 ein Ritter Wolfker Stolberger genannt, damals Festes Haus vielleicht mit Hof, Tor und Graben. Im 14./15. Jahrhundert Veste der Familie Matseber mit Erweiterung von zwei Gräben und Wall. Die Wolfgangskapelle wurde gestiftet und urkundlich 1429 erweitert.
Im Anfang des 16. Jahrhunderts ging das Schloss an die Rueber von Pixendorf. 1529 wurde das Schloss zerstört.
Im Jahr 1583 ging das öde Schloss an Helmhard Jörger von Tollet, es erfolgte ein Neubau als einflügeliger Rechteckbau mit einem westlich vorgelagerten Torbau, der Bau wurde bei einem Erdbeben 1590 schwer beschädigt und daher bis auf den Keller abgetragen, der Standort war im Bereich des heutigen Schlosshofes und wurde im Kellerbereich befundet. 1606 ging das Schloss an Georg Andre von Hofkirchen, anschließend gab es einen oftmaligen Besitzerwechsel.
1630/1631 ging das Schloss an die Grafen Verdenberg, ein dreiflügeliger Neubau wurde geplant, begonnen, aber nicht vollendet. Ausgeführt wurde der Nord- und der halbe Westflügel mit zwei Geschoßen mit den beiden Ecktürmen und dem quadratischen Westturm sowie der Großteil des Südflügels in zwei Geschoßen mit einem Südostturm, die Südwestecke wurde nicht fertig gestellt. Das Schloss wurde 1683 beschädigt und anschließend instand gesetzt.
1701 ging das Schloss an die Fürsten Liechtenstein von Nikolsburg. Der Westflügel wurde vollendet und auf ein drittes Geschoß aufgestockt sowie ein Südwestturm erbaut, im Nordtrakt entstand wohl eine Sala terrena und eine Galerie wohl mit Domenico Martinelli, im Westen eine gemauerte Brücke über den Graben mit Aufschüttungen.
Im Jahr 1806 war ein Brand, dabei wurde der Südflügel zerstört und abgetragen, der Nordostturm und der Nordflügel beschädigt.
Seit 1854 stand das Schloss in der Nutzung der Kongregation der Schulschwestern vom Dritten Orden des hl. Franziskus und war bis 1938 ein Waisenhaus. Der Westtrakt wurde in den alten Formen saniert, der Nordflügel und Nordostturm abgetragen und in den Formen des Westflügels neu erbaut, 1874 wurde der Südflügel in den Formen der bestehenden Trakte neu erbaut. Das Schloss ist in dieser Gestalt bis heute im Wesentlichen erhalten. Im Zuge vom Anschluss Österreichs an Hitler-Deutschland wurden die Schulschwestern 1938 vertrieben. Die Schule wurde ein Lazarett. Seit 1956 besteht ein Kinderheim und Internat.

## Architektur
Aus einer mittelalterlichen Anlage als ursprünglich befestigter dreiflügeliger Bau mit vier runden Ecktürmen entstand ein Schloss mit einer südlichen freistehenden ehemaligen Schlosskirche und heutigen Pfarrkirche Judenau.